# Egbert van der Poel
Egbert Lievensz van der Poel (Delft, 1621 – Rotterdam, 1664) è stato un pittore olandese.

## Biografia

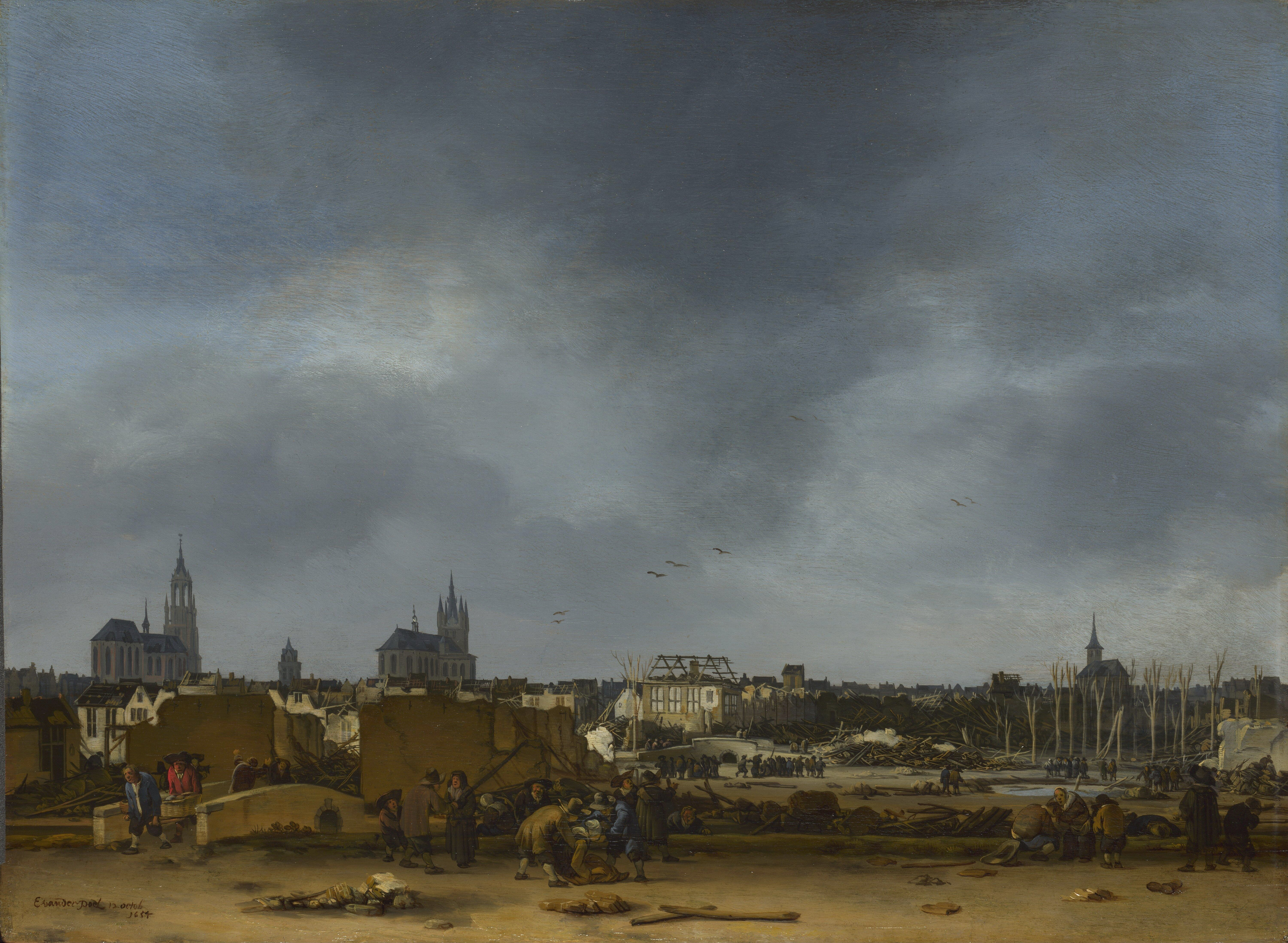
Esplosione di Delft del 12 ottobre 1654, National Gallery, Londra

Iscritto nel 1650 alla gilda di San Luca di Delft, subì l'influsso di Hendrick Sorgh, Hendrik Potuyl, ma soprattutto Saftleven, cui si ispirò dipingendo paesaggi campestri e interni; tra questi si ricordano la Casa contadina e la Fattoria, entrambi i dipinti sono ora al Louvre di Parigi, e Interno rustico dei Musei reali dell'arte e della storia di Bruxelles. Dipinse anche vedute di mercati, come il Mercato del pesce, dipinto del 1650 ora al Mauritshuis dell'Aia.
Il 12 ottobre 1654 assistette all'esplosione della polveriera di Delft, che documentò con alcune vedute dello stato della città dopo la catastrofe; questi dipinti sono conservati nel Rijksmuseum di Amsterdam, nella National Gallery di Londra, al Louvre di Parigi, al Museo di Nantes e al Museo Boijmans Van Beuningen  di Rotterdam.
Stabilitosi nel 1655 a Rotterdam, continuò a sfruttare il tema dell'incendio di Delft, trasformandolo in vero e proprio soggetto di genere, cui si ispirarono altri pittori come il fratello Adriaen e Daniel Vosmar.